# Oneida Castle
Oneida Castle – wieś w Stanach Zjednoczonych, w stanie Nowy Jork, w hrabstwie Oneida.